# Suur tõll
En Suur Tõll (Tõll el Gran) és un heroi gegant que segons la mitologia estoniana va habitar l'illa del Mar Bàltic de Saaremaa. La seua llegenda pretén explicar accidents geogràfics.
No se sap exactament quina és la seua alçada. Se sap que més gran que el gegant bíblic Goliat sí que era.

## Llegenda
En Suur Tõll vivia a l'aldea de Tõlluste amb la seva dona Piret. El gegant llançava grans roques arreu, principalment contra el seu arxienemic Vanatüji o qualsevol altre enemic de la gent de Saaremaa. En Suur Tõll va ser rei de Saaremaa però visqué com un granjer qualsevol. Sovint feia visites al seu germà, en Leiger que vivia a l'illa veïna de Hiiumaa. En Tõll era tant gros que gairebé podia caminar fins a l'illa (uns 5–6 km). En Tõll era un gegant amable i sempre disposat a ajudar, tot i que posseïa un caràcter fort. Li agradava menjar cols, beure cervesa i anar a la sauna.

## Mort

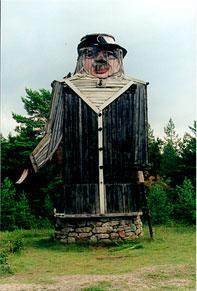
Vell molí amb la forma de Toll

Quan els seus enemics finalment el varen decapitar, ell mateix es posà el cap damunt la seva espasa i va caminar fins a la seva tomba, la qual se suposa que es troba en algun lloc de Tõlluste. Quan va morir va prometre sortir de la seva tomba i ajudar a la gent en cas de guerra. Un bon dia, uns nens se'n varen riure d'ell tot dient "Tõll! Tõll! aixecat, la guerra ha arribat a l'illa"; quan Tõll va aixecar-se i va veure que no hi havia cap guerra es va enfadar i va prometre no tornar mai més.

## Teories
Es creu que les històries sobre Suur Tõll estan basades en una persona molt alta que va viure a l'illa. Alguns cops se l'ha relacionat amb una família local de nobles alemanys anomenada Toll. Es diu que diversos membres d'aquesta família varen assolir alçades importants (al voltant de 2,10 m).

## Avui en dia
Al poble de Ninase hi ha dos vells molins de vent amb les formes de Tõll i Piret. Els acabats de casar de Saaremaa van allà per rendir homenatge als mítics herois de la seva illa.

## Adaptació a pel·lícula
- A la Unió Soviètica del 1980 Rein Raamat dirigí un curtmetratge d'animació produït per Tallinnfilm anomenat Suur Tõll que tractava sobre la història d'aquest personatge.[4]